# Інститут інженерів з електротехніки та електроніки
Інститут інженерів з електротехніки та електроніки (англ. Institute of Electrical and Electronics Engineers, IEEE) — міжнародна організація інженерів у галузі електротехніки, радіоелектроніки та радіоелектронної промисловості. Світовий лідер в галузі розроблення стандартів з електроніки та електротехніки. Штаб-квартира організації розташована в Піскатавей, Нью-Джерсі (США).

## Діяльність
IEEE керує діяльністю близько 38 товариств, серед яких Товариство Інженерів Аерокосмічних та Електронних Систем, Товариство Спеціалістів в Області Лазерів та Електрооптики, Товариство Інженерів по Робототехніці і Автоматиці, Товариство Інженерів з Самохідної Техніки та чимало інших.
IEEE видає третину технічної літератури, що стосується застосування комп'ютерів, управління, електроінженерії, та понад 100 журналів, популярних у середовищі професіоналів, проводить на рік понад 300 великих конференцій.
Одним з найвідоміших напрямків роботи організації є розроблення стандартів.

### Прийняті стандарти
- IEEE-488 — Стандарт Цифрових Інтерфейсів для Програмованих Інструментів, IEEE-488-1978 (зараз 488.1).
- IEEE 754 — Стандарт чисел з рухомою комою
- IEEE 802 — LAN/MAN
  - IEEE 802.1
  - IEEE 802.3 — Ethernet
  - IEEE 802.11 — Бездротові мережі — «WiFi»
  - IEEE 802.15.1 — Bluetooth
  - IEEE 802.15.4 — Бездротові сенсорно-контрольні мережі — «ZigBee»
  - IEEE 802.16 — Бездротові мережі — «WiMax»
- IEEE 829[en] — Software Test Documentation
- IEEE 830 — Специфікації Вимог до Програмного Забезпечення
- IEEE 896 — Futurebus
- IEEE 1003 — POSIX — Стандарт сумісності «UNIX»-подібних ОС
- IEEE 1059 — Перевірка Програмного Забезпечення і План Затвердження
- IEEE 1074 — Життєвий Цикл Програмного Забезпечення
- IEEE 1076 — VHDL — VHSIC Мова Опису Апаратного Забезпечення
- IEEE 1149.1 — JTAG
- IEEE 1275 — Open Firmware
- IEEE 1284 — Паралельний порт
- IEEE 1294[джерело?] — USB
- IEEE P1363 — Криптографія з використанням відкритого ключа
- IEEE 1394 — Serial Bus — «FireWire», «i.Link»
- IEEE P1901 — Комунікації через електромережу
- IEEE 1541 — Префікси для чисел, кратних двом
- IEEE 12207 — Інформаційні Технології
- IEEE Switchgear Committee C37 набір стандартів для низьковольтного та високовольтного обладнання

## Історія
Організація була утворена в 1963 році внаслідок злиття американських співтовариств IAEE (англ. American Institute of Electrical Engineers) та IRE (англ. Institute of Radio Engineers).

## Нагороди та відзнаки IEEE
- Медаль пошани IEEE
- Медаль Едісона
- Медаль Александера Грема Белла
- Медаль засновників IEEE
- IEEE Nikola Tesla Award
- IEEE SA International Award
- Медаль Річарда Геммінга
- Медаль Джона фон Неймана
- Премія в галузі комп'ютерів і комунікацій імені Кодзі Кобаясі
- IEEE Charles Proteus Steinmetz Award
- IEEE Internet Award
- IEEE Long Island Section Awards & Region 1 Awards [Архівовано 12 березня 2007 у Wayback Machine.]
- Піонер комп'ютерної техніки
- Премія Клода Шеннона

## Товариства
ІЕЕЕ організовує роботу 38 товариств, кожне з яких зосереджується на певній галузі знань. Проводяться спеціалізовані видання, конференції, науково-практичні зустрічі та інші заходи.
- Товариство Аерокосмічних та Електронних Систем IEEE
- IEEE Antennas & Propagation Society
- IEEE Broadcast Technology Society
- IEEE Circuits and Systems Society
- IEEE Communications Society
- IEEE Components, Packaging & Manufacturing Technology Society
- IEEE Computational Intelligence Society
- Комп'ютерне товариство ІЕЕЕ
- IEEE Consumer Electronics Society
- IEEE Control Systems Society
- IEEE Dielectrics & Electrical Insulation Society
- Освітнє товариство ІЕЕЕ
- IEEE Electromagnetic Compatibility Society
- IEEE Electron Devices Society
- IEEE Engineering in Medicine and Biology Society
- IEEE Geoscience and Remote Sensing Society
- Товариство індустріальної електроніки ІЕЕЕ
- IEEE Industry Applications Society
- Товариство теорії інформації[fr]
- IEEE Instrumentation & Measurement Society
- IEEE Intelligent Transportation Systems Society
- Товариство магнетизму ІЕЕЕ
- IEEE Microwave Theory and Techniques Society
- IEEE Nuclear and Plasma Sciences Society
- IEEE Oceanic Engineering Society
- IEEE Photonics Society
- IEEE Power Electronics Society
- IEEE Power & Energy Society
- IEEE Product Safety Engineering Society
- IEEE Professional Communication Society
- IEEE Reliability Society
- IEEE Robotics and Automation Society
- IEEE Signal Processing Society
- IEEE Society on Social Implications of Technology
- IEEE Solid-State Circuits Society
- IEEE Systems, Man & Cybernetics Society
- IEEE Ultrasonics, Ferroelectrics & Frequency Control Society
- IEEE Vehicular Technology Society